# درودغران (درة صيدي)
درودغران (بالفارسية: درودگران) هي مستوطنة تقع في إيران في قسم درة صیدي الريفي. يقدر عدد سكانها بـ 123 نسمة .